# Põhimaantee 2
De Põhimaantee 2 is een hoofdweg in Estland. De weg loopt van de hoofdstad Tallinn naar de tweede stad Tartu en verder naar de grens met Rusland. Daarna loopt de weg verder als A212 naar Pskov. Het grootste deel van de weg is een onderdeel van de Europese weg 263. Na de T-splitsing met de Põhimaantee 7 naar Riga gaat de Europese weg 263 over in de Europese weg 77, maar dit is slechts een stuk van enkele kilometers.
De Põhimaantee 2 loopt vanaf Tallinn via Paide, Tartu en Võru naar de Russische grens. De weg is met haar 288,5 kilometer de langste weg van Estland.

## Geschiedenis
In de tijd van de Sovjet-Unie was de Põhimaantee 2 onderdeel van de Russische A202. Na de val van de Sovjet-Unie in 1991 en de daaropvolgende onafhankelijkheid van Estland werden de hoofdwegen omgenummerd om een logische nationale nummering te krijgen. De A202 kreeg het nummer 2.